# 1% (South Park)
Az 1% eredeti címén: 1%) a South Park című amerikai animációs sorozat 221. része (a 15. évad 12. epizódja). Elsőként 2011. november 2-án sugározták az Egyesült Államokban a Comedy Central műsorán. Magyarországon 2012. február 28-án szintén a Comedy Central mutatta be.
Az epizód az Occupy Wall Street mozgalmat figurázza ki, vegyítve a 2000-es évek gazdasági válságának utóhatásaival.

## Cselekmény
Az elnöki egészségügyi felmérésen a South Park-i Általános Iskola eredménye a legrosszabb lett az országban, mégpedig azért, mert a végeredményt mindig az átlag alapján számítják ki. Eric Cartman rettentő testzsírszázaléka, magas vérnyomása, és egy hetven éves embernek megfelelő koleszterinszintje pedig lehúzta az átlagot. Mivel az iskola nem szeretne senkit sem kiemelni, nehogy megsértsenek valakit, ezért aztán az összes diákot egy rakás dagadt disznónak nevezik, majd büntetésből nagyszünet helyett egy egész hónapig plusz testnevelésórára kell járniuk. A többiek természetesen haragszanak Cartmanre, mert az ő hibája az egész, de ő közli, hogy a 90 százalék összefogott az 1 százalék ellen. Craig erre azt mondja, hogy menjen haza és rinyáljon a plüssfiguráinak, és ő pontosan ezt teszi. Sírva beszélget a játékaival, akik azt "mondják" neki, hogy nem az ő hibája a dolog, hanem Barack Obamáé, mert ő szervezte meg a felmérést. Másnap Cartman a menzán közli mindenkivel, hogy tudja, hogy a 90 százalék igazából Obamára dühös, de mivel egy feketére dühösnek lenni politikailag inkorrekt, ezért dühösek rá.
Butters és Jimmy inspirálódik ennek hatására, és megalapítják a 99%-os klubot, hogy kivetessék az 1%-ot az adatokból, és így ne büntessék őket igazságtalanul. Eközben az ötödikesek, ugyanezen felbátorodva, arra készülnek, hogy jól ellássák Cartman baját. Butters és Jimmy elmennek az egészségügyi felmérés coloradói vezetőjéhez, aki közli, hogy semmiképp sem lehet kivenni az 1%-ot (hiába tudja mindenki, hogy ki az). Ezért tüntetést szerveznek ketten, a rendőrség pedig eltúlzóan reagálva kiüríti a környéket kétmérföldes körzetben (osztályharcot vízionálva), a hírekben pedig tévesen azt közvetítik, hogy elfoglalták a Red Robin éttermet. A sajtó ezalatt egyre képtelenebb dolgokat állít róluk.
Cartman észreveszi, hogy valaki betört a szobájába, valaki megcsonkította és tönkretette a plüssjátékait, kezdve Clyde békával, akit a fára szögeztek fel, a "BOSSZÚ" felirattal. Cartman ezt gyilkosságként fogja fel és temetést tart neki. A többi figurával egy asztalnál ülve beszélget, és nyíltan megvádolja az anyját, hogy bűnrészes volt az ügyben. Ő ezt tagadja, és közli, hogy ő is ugyanúgy szeretné megtalálni a tettest. Éjjel Cartman arra ébred, hogy felgyújtották a másik játékát, Panda Pétert. Stan, Kyle és Kenny elmennek az ötödikesekhez az esetet követően, hogy számonkérjék őket. Ők nem vállalják egyértelműen magukra az ügyet, de nem is tagadják, hogy szeretnék megleckéztetni Cartmant. A tűzeset után Cartmanék Tokenékhez mennek át, mert Eric ott biztonságban érzi magát (és arra hivatkozik, hogy a feketék manapság érinthetetlenek, ha szivatásról van szó). Megérkeznek Stanék is azért, hogy őrködjenek, tudván az ötödikesek terveiről. Cartman azonban egyikükben sem bízik, és mindannyiukat bezárja egy szobába. Kiderül közben az ötödikesek nagy terve: ők is tüntetést szerveznek, de ők a 83% nevében - a negyedikesek ellen tüntetnek, akik szerintük kiszúrnak az iskola 83 százalékával. Ekkor vitatkozni kezdenek arról, hogy a negyedikesek csak 17 százalék, de azon belül Cartman az 1%, és egymásnak ugranak. A sajtó elégedetten konstatálja, hogy elkezdődött az "osztályharc".
Cartman döbbenten veszi észre a konyhában, hogy másik játékát, Izomfickó Marc-ot valaki megfőzte egy lábas forró vízben, Topos Jokert pedig egy csapdaszerkezet segítségével felrobbantotta. Végül kiderül, hogy a gyilkos nem más volt, mint az utolsó, életben lévő babája, Polly Pudlipötty, aki szerint az osztálytársainak volt igaza, és ideje felnőnie. Vitájukat döbbenten nézi végig fentről Stan, Kyle, Kenny és Token, a házon kívülről pedig Eric anyja és Token szülei. Polly szerint a gyilkosságokat kitűnően el lehet tussolni, mert minden Tokennél történt, és őt fogják ezzel meggyanúsítani. Cartman azonban közli az elmélete hibáját: elmondása szerint "a négereket semmiért sem lehet hibáztatni", Polly ekkor követeli Cartmantől, hogy lője őt le, aminek szomorúan eleget is tesz. Stan és Kyle teljesen ledöbbennek, hogy amikor azt mondták Cartmannek, hogy nőjön fel, ő pszichotikus módon kinyírta a plüssállatait.
Az epizód végén a hírekben bemondják, hogy az osztályharc szétszakította a 99%-ot, helyére a 30%, a 26%, illetve itt-ott néhol az 5% került. De a riporter máris elinal, amikor meghallja, hogy "elfoglalták" a Macaroni grillbárt.

## Az epizód háttere
A történet alapja a "201" című epizód egyik kivágott jelenetéből származik, amikor Cartman a játékaival teázgatott és az apjának a kilétéről beszélgetett az anyjával. Az epizódban szerepel Marc Jacobs is, mint "Izomfickó Mark" figura, mert neki a való életben is van egy Clyde béka és Topos Joker tetoválása. Később a róla mintázott figurát is magára tetováltatta, 2012-ben pedig limitált kiadásban maga a figura is kapható volt.
Clyde béka figurája az 1972-es "About Safety" című gyerekműsorból származik, aki később a "The Clyde Frog Show"-ban is szerepelt.

## Fordítás
- Ez a szócikk részben vagy egészben  a(z)   1% (South Park) című angol Wikipédia-szócikk ezen változatának fordításán alapul.  Az eredeti cikk szerkesztőit annak laptörténete sorolja fel. Ez a jelzés csupán a megfogalmazás eredetét és a szerzői jogokat jelzi, nem szolgál a cikkben szereplő információk forrásmegjelöléseként.